# Tagant

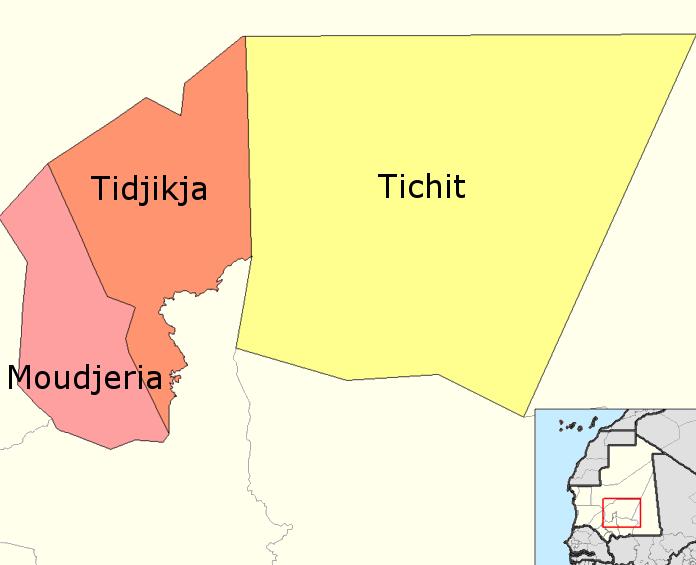
Départements in Tagant

Tagant (arabisch ولاية تكانت, DMG Wilāyat Takānit) ist die elfte der 15 Verwaltungsregionen im afrikanischen Staat Mauretanien.
Die Region liegt südlich zentral und ist nach dem Tagant-Plateau benannt. Tagant ist von den mauretanischen Verwaltungsregionen Adrar im Norden, Hodh Ech Chargui im Osten, Hodh El Gharbi und Assaba im Süden und Brakna im Westen eingeschlossen.
Die Hauptstadt ist Tidjikja. Eine weitere Stadt von Bedeutung ist Tichitt. Tagant gliedert sich in die drei Départements Tidjikja, Tichitt und Moudjéria.
Die Bevölkerungszahl der Region hat in den Jahren 2000 bis 2023 von 76.620 auf 114.760 Einwohner zugenommen.